# Let's Face It
Let's Face It (Brasil: O Caradura / Portugal: O Cara Dura) é um filme estadunidense de 1943, do gênero comédia musical, dirigido por Sidney Lanfield e estrelado por Bob Hope e Betty Hutton. O filme é a adaptação para o cinema de grande sucesso de 1941 da Broadway, com Danny Kaye, por sua vez baseado em outro sucesso teatral, T he Cradle Snatchers, de 1925, que rendeu ainda um filme da Fox dois anos depois.
A versão com Kaye era enriquecida por várias canções de Cole Porter. O filme aproveitou apenas quatro delas, acrescidas de outras três compostas por Jule Styne e Sammy Cahn.
Barulhento e ousado para a época, com personagens demais e Hope e Betty brigando pelas risadas, não foi bem recebido pelo público.

## Sinopse
Nancy, Cornelia e Maggie decidem provocar ciúmes em seus maridos infiéis Julian, George e o Juiz Henry Clay. Para isso, contratam os soldados Jerry, Barney e Frankie como acompanhantes em um fim de semana. Eles aceitam pelo dinheiro, mas suas namoradas Winnie, Jean e Muriel também resolvem entrar na brincadeira.

## Elenco
| Ator/Atriz      | Personagem             |
| --------------- | ---------------------- |
| Bob Hope        | Jerry Walker           |
| Betty Hutton    | Winnie Porter          |
| ZaSu Pitts      | Cornelia Figeson       |
| Phyllis Povah   | Nancy Collister        |
| Dave Willock    | Barney Hilliard        |
| Eve Arden       | Maggie Watson          |
| Cully Richards  | Frankie Burns          |
| Marjorie Weaver | Jean Blanchard         |
| Dona Drake      | Muriel                 |
| Raymond Walburn | Julian Watson          |
| Arthur Loft     | George Collister       |
| Andrew Tombes   | Juiz Henry Clay Pigeon |
| Joe Sawyer      | Sargento Wiggins       |